# Drag-and-drop

Приклад перетягування зображення до вебпереглядача

Drag & Drop (перетягування) — форма виконання певних дій у графічних інтерфейсах користувача (GUI), що передбачає використання комп'ютерної миші або сенсорного екрана. У дослівному перекладі з англійської мови означає «тягни та кинь». Дія виконується шляхом оперування видимими на екрані комп'ютера об'єктами за допомогою миші. Суть дії полягає у перетягуванні віртуальних об'єктів з одного місця у інше і таким чином виконанні певних дій або у програмі, або у взаємодії кількох програм. Базовими прикладами Drag&Drop дій є переміщення об'єкта (наприклад, перетягування файлу із файлового менеджера у вікно програми чи у те, чи інше місце ієрархії), перетягування виділеного тексту у редакторі із одного місця у інше, якщо це відбувається за допомогою миші.

## У програмуванні для кінцевого користувача
Перетягування вважається важливим підходом до побудови програм у багатьох системах розробки для кінцевих користувачів. На відміну від більш традиційних, текстових мов програмування, багато мов програмування для кінцевих користувачів базуються на візуальних компонентах, таких як плитки або піктограми, якими користувачі маніпулюють за допомогою інтерфейсів перетягування. AgentSheets, середовище програмування для дітей, запровадило сучасне поняття програмування блоків за допомогою перетягування, надаючи 4 основні можливості: 1) Блоки, які може компонувати кінцевий користувач, 2) Блоки, які може редагувати кінцевий користувач, 3) Блоки можуть бути вкладені для представлення деревоподібних структур, 4) Блоки розташовані геометрично для визначення синтаксису. Перетягування також використовується у багатьох програмах редагування шейдерів для графічних інструментів, таких як Blender. Перетягування також використовується у деяких рушіях відеоігор, зокрема Unreal Engine, GameMaker Studio, Construct 2 та, з розширенням, Unity.  